# Polka, valček, rock & roll
»Polka, valček, rock & roll« je narodnozabavna polka ansambla Henček in njegovi fantje iz leta 1985. Glasbo je napisal Berti Rodošek, besedilo pa Tatjana Rodošek.

## Snemanje
Producent je bil Berti Rodošek. Skladba je bila izdana na istoimenskem albumu Polka, valček, rock & roll pri založbi ZKP RTV Ljubljana na veliki vinilni plošči in kaseti. Posneli so tudi uradni videospot.

## Zasedba

### Produkcija
- Berti Rodošek – glasba, aranžma, producent
- Tatjana Rodošek – besedilo
- Borivoj Savicki – tonski snemalec

### Studijska izvedba
- Henrik Burkat "Henček" – diatonična harmonika
- Toni Burkat – bas kitara
- Tomaž Burkat – saksofon
- Milan Izgoršek? – béndžo
- Metka Kastrevc – solo vokal
- Tomaž Brank – vokal
- Vasja Matjan – vokal